# Schweinepriester
Mit dem Schimpfwort Schweinepriester werden Personen bezeichnet, für die man Ablehnung und Verachtung empfindet. Im Wörterbuch der Brüder Grimm heißt es dazu, dass das Wort Schweinpriester oder Schweinepriester „einen unreinlichen oder unflätigen Menschen“ bezeichnet.
Das Wort ist seit dem 19. Jahrhundert belegt und bezeichnete möglicherweise Schweinehirten im Klosterdienst, die unter anderem auch die Ferkel kastrierten, oder es stammte aus der Studentensprache und bezeichnete diejenigen, die unverdientes Glück („Schwein“) haben.